# Teologia queer
A teologia queer é um método teológico desenvolvido a partir da abordagem filosófica da teoria queer, construída por estudiosos como Marcella Althaus-Reid, Lisa Isherwood, Michel Foucault, Gayle Rubin, Eve Kosofsky Sedgwick e Judith Butler. A teologia queer começa com a compreensão de que a variação de gênero e o desejo queer sempre estiveram presentes na história humana, incluindo as tradições de fé e seus textos sagrados, como as escrituras judaicas e a bíblia cristã. Foi uma vez separado em duas teologias separadas; teologia gay e teologia lésbica. Mais tarde, os dois se fundiram e se expandiram para se tornar o termo mais abrangente da teologia queer.

## Terminologia
O termo queer pode ser entendido dentro da teoria queer como englobando um de três significados: como um termo guarda-chuva, como ação transgressiva e como apagamento de fronteiras. Seu uso se tornou mais popular em ambientes sociais para identificação pessoal e em ambientes acadêmicos, levando à criação de programas como o Center for LGBTQ e Gender Studies in Religion (em inglês:  Estudos de Gênero na Religião), um programa criado em 1996 na Pacific School of Religion (em inglês:  Escola Pacífica de Religião). Construindo sobre esses três significados de queer, a teologia queer pode ser entendida como:
1. Teologia feita por, com e para indivíduos LGBTQIA (lésbicas, gays, bissexuais, transgêneros, queers, intersexos e assexuais) com foco em suas necessidades específicas, conforme declarado por pessoas que se identificam na comunidade LGBTQIA+.
2. Teologia que se opõe propositalmente à fixidez das normas sociais e culturais sobre gênero e sexualidade. Ele busca trazer um valor igualitário para vozes, experiências e perspectivas marginalizadas que permitem que a teologia em corpos e pensamentos queer seja mais amplamente conhecida.
3. Teologia que desafia e desconstrói fronteiras nocivas e historicamente impostas, principalmente no que diz respeito à identidade sexual e de gênero.

A teologia queer inclui a identidade sexual e de gênero dos indivíduos e permite que a comunidade LGBTQ+ recupere o que veem como seu espaço legítimo no cristianismo e na Imago Dei (em latim: Imagem de Deus), bem como em outras religiões e tradições de fé. Além disso, de acordo com Jennifer Purvis, "queer" significa não apenas uma variedade de gêneros variantes e sexualidades não heterossexuais, mas uma postura de resistência, atitude questionadora e um conjunto de técnicas e abordagens. Por essa razão, a teologia queer exige pensar além do que pode ser conhecido, disciplinado e controlado e nos pede para abraçar novamente nossa cognição queer.
O termo pode ser rastreado até a década de 1990, quando J. Michael Clark propôs o termo "teologia gay pró-feminista" e Robert Goss usou o termo "teologia queer".

## Teólogos
Alguns autores notáveis que expandiram este campo em raça, habilidade, gênero e sexualidade estão listados abaixo com o foco de seus trabalhos.
- Patrick S. Cheng
- David Eng e Alice Y. Hom[13]
- Delroy Constantine-Simms[14]
- Michael Hames-Garcia e Ernesto Javier Martinez[15]
- Qwo-Li Driskill[16]
- Yvette Flunder
- Marcella Althaus-Reid

‎Uma das proponentes da teologia queer foi ‎‎Marcella Althaus-Reid‎‎, que se baseou na ‎‎teologia da libertação‎‎ latino-americana e interpretou a ‎‎bíblia‎‎ de uma forma que ela via como positiva para as mulheres, as pessoas e o sexo queer Ela propôs uma teologia que centralizaria as pessoas marginalizadas, incluindo pessoas em situação de pobreza e queers. Para Althaus-Reid, a teologia deve estar conectada ao corpo e experiência vivida. Ela colocou desta forma:
Teologias Sexuais Indecentes [...] podem ser eficazes desde que representem a ressurreição do excessivo em nossos contextos, e uma paixão por organizar as transgressões luxuosas do pensamento teológico e político. O excesso de nossas vidas famintas: nossa fome por comida, fome pelo toque de outros corpos, pelo amor e por Deus. [...] [A]penas na saudade de um mundo de justiça econômica e sexual juntos, e não subordinados uns aos outros, o encontro com o divino pode acontecer. Mas este é um encontro a ser feito na encruzilhada do desejo, quando se atreve a deixar a ordem ideológica do normativo heterossexual pervasivo. Este é um encontro com indecência e com a indecência de Deus e do cristianismo.
Um tema na teologia de seu The Queer God (Routledge, 2003) é a santidade do clube gay, enquanto explora a intersecção e a essencial não contradição de uma vida religiosa forte e vibrante e desejo sexual. Um exemplo de encontrar alteridade e desejo em textos bíblicos é sua leitura de Jeremias 2:23–25 do hebraico, apresentada em seu trabalho anterior Indecent Theology:
[...] um camelo jovem desviando de seu caminho: uma selvagem she-ass acostumado ao deserto, cheirando o vento em sua luxúria. Quem pode repelir seu desejo? E você disse: "Não! Eu amo estranhos, os diferentes, os ‎‎desconhecidos, ‎‎o Outro, e vou segui-los".
Hugh William Montefiore
As opiniões de Hugh William Montefiore sobre a infância de Jesus
Em um artigo lido na Conferência de Modern Churchmen em 1967 intitulado "Jesus, a Revelação de Deus", Hugh William Montefiore oferece uma interpretação controversa da infância de Jesus. Jesus não estava ciente de sua vocação como Messias até aproximadamente os trinta anos, argumenta Montefiore, e essa vocação não pode, portanto, explicar o celibato de Jesus. Além dos essênios, o celibato não era uma prática comum na vida judaica. Montefiore sugere que talvez precisemos procurar uma razão não religiosa para explicar o celibato de Jesus:
Os homens geralmente permanecem solteiros por três motivos: ou porque não têm dinheiro para se casar ou porque não há meninas para casar (nenhum desses fatores deve ter impedido Jesus); ou porque é inconveniente para eles se casarem à luz de sua vocação (já descartamos isso durante os "anos ocultos" da vida de Jesus); ou porque são homossexuais por natureza, visto que as mulheres não têm atração especial por eles. A explicação homossexual é aquela que não devemos ignorar.
Montefiore encontra a explicação de que Jesus era homossexual consistente com sua identificação com os pobres e oprimidos:
Todos os evangelhos sinópticos mostram Jesus em relacionamento próximo com os 'estranhos' e os não amados. Publicanos e pecadores, prostitutas e criminosos estão entre seus conhecidos e companheiros. Se Jesus fosse homossexual por natureza (e esta é a verdadeira explicação de seu estado celibatário), então isso seria mais uma evidência da autoidentificação de Deus com aqueles que são inaceitáveis para os defensores do 'Estabelecimento' e das convenções sociais.
John J. McNeill era um padre jesuíta assumidamente gay e um defensor vocal da teologia queer. Seu trabalho se concentra na promoção de uma estrutura cristã nova e em evolução que realmente inclua cristãos gays, lésbicas e bissexuais. Ele destaca a importância de reconhecer o quão longe a mentalidade cristã avançou em sua visão da homossexualidade, mas acredita que há um longo caminho a percorrer. McNeill argumenta que não é suficiente exigir aceitação, mas lutar por uma Igreja que forneça uma comunidade que permita o enriquecimento espiritual e moral de cristãos gays, lésbicas e bissexuais. Esta inclusão pode ser alcançada envolvendo-se e permitindo que cristãos gays, lésbicas e bissexuais não apenas participem de tal comunidade, mas sejam líderes no ministério.
Os homossexuais dentro da Igreja têm a obrigação de se organizar e tentar entrar em diálogo com as autoridades da Igreja. As autoridades da Igreja, por sua vez, deveriam mostrar um exemplo em termos de comportamento justo para com a minoria homossexual, demonstrando uma disposição ativa para ouvir, entrar no diálogo e buscar maneiras de resolver qualquer injustiça que se torne clara como resultado do diálogo. É somente por meio desse diálogo que o processo pode começar a separar as verdadeiras implicações da fé e moralidade cristã para o homossexual dos mal-entendidos e preconceitos do passado.
O livro de McNeill, The Church and the Homosexual (Beacon Press, 1976) aborda a teologia queer em três seções: uma história da relação entre a homossexualidade e a tradição católica, descobrindo onde a homossexualidade pertence a uma teologia moral tradicional reestruturada e as mudanças necessárias na modernidade Ministério cristão que permitirá que cristãos gays, lésbicas e bissexuais prosperem em sua fé.